# Jonáš Hubáček
Jonáš Hubáček (* 5. listopadu 1995 Zlín ) je český reprezentant v orientačním běhu. Mezi jeho největší úspěchy patří druhé místo ze štafet na juniorském mistrovství světa 2014 v bulharském Borovets. V současnosti běhá za český klub TJ OOB Slovan Luhačovice a finský klub MS Parma, za který startuje ve Skandinávii.

## Sportovní kariéra

### Umístění na MČR
| Umístění na Mistrovství České republiky v orientačním běhu | Umístění na Mistrovství České republiky v orientačním běhu | Umístění na Mistrovství České republiky v orientačním běhu | Umístění na Mistrovství České republiky v orientačním běhu | Umístění na Mistrovství České republiky v orientačním běhu | Umístění na Mistrovství České republiky v orientačním běhu | Umístění na Mistrovství České republiky v orientačním běhu | Umístění na Mistrovství České republiky v orientačním běhu | Umístění na Mistrovství České republiky v orientačním běhu | Umístění na Mistrovství České republiky v orientačním běhu | Umístění na Mistrovství České republiky v orientačním běhu | Umístění na Mistrovství České republiky v orientačním běhu |
| Ročník                                                     | Kategorie                                                  | Klasická                                                   | Krátká                                                     | Sprint                                                     | KO sprint                                                  | Noční                                                      | Ranking                                                    | Členství v klubu                                           | Štafety                                                    | Kluby                                                      | Sprint. štafety                                            |
| ---------------------------------------------------------- | ---------------------------------------------------------- | ---------------------------------------------------------- | ---------------------------------------------------------- | ---------------------------------------------------------- | ---------------------------------------------------------- | ---------------------------------------------------------- | ---------------------------------------------------------- | ---------------------------------------------------------- | ---------------------------------------------------------- | ---------------------------------------------------------- | ---------------------------------------------------------- |
| MČR 2009                                                   | H16 – mladší dorostenci                                    | 32. místo                                                  | 19. místo                                                  | 24. místo                                                  |                                                            |                                                            |                                                            | OOB TJ Slovan Luhačovice                                   |                                                            |                                                            |                                                            |
| MČR 2009                                                   | H18 – starší dorostenci                                    |                                                            |                                                            |                                                            |                                                            |                                                            | OOB TJ Slovan Luhačovice                                   | 25. místo                                                  |                                                            |                                                            |                                                            |
| MČR 2010                                                   | H16 – mladší dorostenci                                    | 3. místo                                                   | 5. místo                                                   | 4. místo                                                   | 2. místo                                                   | 955. místo                                                 | OOB TJ Slovan Luhačovice                                   |                                                            |                                                            |                                                            |                                                            |
| MČR 2010                                                   | H18 – starší dorostenci                                    |                                                            |                                                            |                                                            |                                                            |                                                            | OOB TJ Slovan Luhačovice                                   | 13. místo                                                  | 1. místo                                                   |                                                            |                                                            |
| MČR 2011                                                   | H16 – mladší dorostenci                                    | 1. místo                                                   | 1. místo                                                   | 5. místo                                                   | 1. místo                                                   | 644. místo                                                 | OOB TJ Slovan Luhačovice                                   |                                                            |                                                            |                                                            |                                                            |
| MČR 2011                                                   | H18 – starší dorostenci                                    |                                                            |                                                            |                                                            |                                                            |                                                            | OOB TJ Slovan Luhačovice                                   | 5. místo                                                   | 8. místo                                                   |                                                            |                                                            |
| MČR 2012                                                   | H18 – starší dorostenci                                    | 1. místo                                                   | 1. místo                                                   | 1. místo                                                   |                                                            | 582. místo                                                 | OOB TJ Slovan Luhačovice                                   | 1. místo                                                   | 5. místo                                                   |                                                            |                                                            |
| MČR 2013                                                   | H18 – starší dorostenci                                    | 3. místo                                                   | 1. místo                                                   | 13. místo                                                  | 11. místo                                                  | 129. místo                                                 | OOB TJ Slovan Luhačovice                                   | 2. místo                                                   | 2. místo                                                   |                                                            |                                                            |
| MČR 2014                                                   | H20 – junioři                                              | 9. místo                                                   | 4. místo                                                   |                                                            | 3. místo                                                   | 36. místo                                                  | OOB TJ Slovan Luhačovice                                   |                                                            |                                                            |                                                            |                                                            |
| MČR 2014                                                   | H21 – muži                                                 |                                                            |                                                            |                                                            |                                                            |                                                            | OOB TJ Slovan Luhačovice                                   | 24. místo                                                  | 30. místo                                                  | 22. místo                                                  |                                                            |
| MČR 2015                                                   | H20 – junioři                                              |                                                            | 2. místo                                                   | 1. místo                                                   |                                                            | 69. místo                                                  | OOB TJ Slovan Luhačovice                                   |                                                            |                                                            |                                                            |                                                            |
| MČR 2015                                                   | H21 – muži                                                 |                                                            |                                                            |                                                            |                                                            |                                                            | OOB TJ Slovan Luhačovice                                   | 11. místo                                                  | 6. místo                                                   | 6. místo                                                   |                                                            |
| MČR 2016                                                   | H21 – muži                                                 | 10. místo                                                  | 6. místo                                                   | 13. místo                                                  |                                                            | 10. místo                                                  | OOB TJ Slovan Luhačovice                                   | 7. místo                                                   | 3. místo                                                   | 8. místo                                                   |                                                            |
| MČR 2017                                                   | H21 – muži                                                 |                                                            | 21. místo                                                  | 4. místo                                                   | 6. místo                                                   | 21. místo                                                  | OOB TJ Slovan Luhačovice                                   | 12. místo                                                  |                                                            | 4. místo                                                   |                                                            |
| MČR 2019                                                   | H21 – muži                                                 | 5. místo                                                   | 5. místo                                                   | 7. místo                                                   |                                                            | 8. místo                                                   | OOB TJ Slovan Luhačovice                                   | disk                                                       | 3. místo                                                   | 4. místo                                                   |                                                            |
| MČR 2020                                                   | H21 – muži                                                 |                                                            | 16. místo                                                  | disk                                                       |                                                            | 11. místo                                                  | OOB TJ Slovan Luhačovice                                   | 6. místo                                                   |                                                            | 1. místo                                                   |                                                            |
| MČR 2021                                                   | H21 – muži                                                 | 31. místo                                                  | 3. místo                                                   | 9. místo                                                   |                                                            | 197. místo                                                 | OOB TJ Slovan Luhačovice                                   | 4. místo                                                   | 6. místo                                                   | 3. místo                                                   |                                                            |
| MČR 2022                                                   | H21 – muži                                                 | 3. místo                                                   | 8. místo                                                   | 2. místo                                                   |                                                            | 8. místo                                                   | OOB TJ Slovan Luhačovice                                   | 3. místo                                                   | 2. místo                                                   | 1. místo                                                   |                                                            |
| MČR 2023                                                   | H21 – muži                                                 | 3. místo                                                   | 3. místo                                                   | 5. místo                                                   | 3. místo                                                   |                                                            | 6. místo                                                   | OOB TJ Slovan Luhačovice                                   | 3. místo                                                   | 12. místo                                                  | 18. místo                                                  |
| MČR 2024                                                   | H21 – muži                                                 |                                                            | 6. místo                                                   | 6. místo                                                   | 3. místo                                                   | 2. místo                                                   | 6. místo                                                   | OOB TJ Slovan Luhačovice                                   | 5. místo                                                   | 5. místo                                                   | 2. místo                                                   |